# جين مارغيل
جين مارغيل (بالإنجليزية: Jane Margyl)‏ (17 يوليو 1874 - 12 أغسطس 1907) هي مغنية شعبية فرنسية،  بدأت حياتها المهنية كفنانة التمثيل الصامت في مسرح فولي بيرجير.

## روابط خارجية
- جين مارجيل androom.home.xs